# Millington, Illinois
Millington är en ort (village) i Kendall County, och LaSalle County, i Illinois. Vid 2020 års folkräkning hade Millington 617 invånare.